# Lutas nos Jogos Asiáticos de Praia de 2008
As lutas nos Jogos Asiáticos de Praia de 2008 ocorreram entre 24 e 25 de outubro. Quatro eventos masculinos foram disputados.

## Calendário
| Outubro | 18 | 19 | 20 | 21 | 22 | 23 | 24 | 25 | 26 | Finais |
| ------- | -- | -- | -- | -- | -- | -- | -- | -- | -- | ------ |
| Lutas   |    |    |    |    |    |    | 2  | 2  |    | 4      |

## Quadro de medalhas
| Ordem | País          | Medalha de ouro | Medalha de prata | Medalha de bronze |    |
| ----- | ------------- | --------------- | ---------------- | ----------------- | -- |
| 1     | Coreia do Sul | 1               | 2                | 1                 | 4  |
| 2     | Paquistão     | 1               | 1                | 2                 | 4  |
| 3     | Afeganistão   | 1               |                  | 1                 | 2  |
| 4     | Mongólia      | 1               |                  |                   | 1  |
| 5     | Indonésia     |                 | 1                | 2                 | 3  |
| 6     | Japão         |                 |                  | 1                 | 1  |
| 6     | Tailândia     |                 |                  | 1                 | 1  |
| TOTAL | TOTAL         | 4               | 4                | 8                 | 16 |

## Medalhistas
| Evento                                              | Ouro                                   | Prata                            | Bronze                                                            |
| Até 65 kg masculino (detalhes[ligação inativa])     | PAK Paquistão Ghulam Haider            | INA Indonésia Pahmi Pami Ginawan | KOR Coreia do Sul Lee Seung-Chul JPN Japão Kota Horaguchi         |
| Até 75 kg masculino (detalhes[ligação inativa])     | KOR Coreia do Sul Lee Yun-Seok         | PAK Paquistão Muhammad Ali       | INA Indonésia Rudi Hariyanto AFG Afeganistão Ahmad Mansoor Musleh |
| Até 85 kg masculino (detalhes[ligação inativa])     | AFG Afeganistão Ali Shah Azimzada      | KOR Coreia do Sul Noh Je-Hyoun   | INA Indonésia Nur Rusli PAK Paquistão Usman Majeed                |
| Mais de 85 kg masculino (detalhes[ligação inativa]) | MGL Mongólia Tumurkhuugiin Enkhamgalan | KOR Coreia do Sul Koo Tae-Hyun   | THA Tailândia Wanchat Jenpracha PAK Paquistão Muhammad Taseen     |